# Liste der australischen Botschafter in der Deutschen Demokratischen Republik
Das Gebäude der australischen Botschaft wurde an der Grabbeallee 34 in Berlin-Niederschönhausen erbaut.
| Ernannt       | Name                     | Bemerkungen | ernannt während der Regierung von | akkreditiert während der Regierung von | Posten verlassen |
| ------------- | ------------------------ | --- | --------------------------------- | -------------------------------------- | ---------------- |
| 1975          | Francis Hamilton Stuart  | Dienstsitz Warschau im Juni 1973 auch als Botschafter in der DDR ernannt. | Gough Whitlam                     |                                        |                  |
| 1975          | Philip Frederic Peters   | Geschäftsträger in der Australian Embassy Leonhard-Frank Straße, 37 | Malcolm Fraser                    |                                        |                  |
| 1976          | Arthur Malcolm Morris    | | Malcolm Fraser                    |                                        | 1980             |
| 1980          | John Daniel McCredie     | (* 13. August 1921 Kew) Sohn von Florence Amelia Paterson und John Alexander McCredie (d 1980) heiratete am 10. Februar 1950 Alison, machte sein Abitur an der Church of England Grammar School (CEGS) Melbourne, 1942–1946 Pilot bei der Royal Australian Air Force, trat 1949 in den auswärtigen Dienst (Department of Foreign Affairs), 1952–1955: Gesandtschaftssekretär dritter Klasse in Ottawa. 1958–1960 High Commissioner in Karatschi, 1960–1962 Leiter der Abteilung Südasien 1962–1969 an den Botschaften in Manila und Den Haag, 1969–1971: Leiter der Abteilung Information im D.F.A. Canberra, 1971–1972: Staatssekretär für Information and Cultural Relations 1972–1974 Minister Resident in Djakarta: 1977–1980: High Commissioner to Accra (Ghana), gleichzeitig in Abidjan Elfenbeinküste als Botschafter akkreditiert. | Malcolm Fraser                    |                                        | 12. März 1984    |
| 12. März 1984 | Tony Vincent             | [ 2 ] | Bob Hawke                         |                                        |                  |
| 1985          | Donald William Witheford | [ 3 ] | Bob Hawke                         |                                        | 18. Dez. 1986    |
| 2. Feb. 1988  | Lawry Wilson Herron      | | Bob Hawke                         |                                        | 1990             |